# استانتنی
استانتنی (به انگلیسی: Stuntney) یک روستا در بریتانیا است که در کمبریج‌شر واقع شده‌است. استانتنی ۲۰۰ نفر جمعیت دارد.